# Masami Ihara
Masami Ihara (født 18. september 1967) er en japansk fodboldspiller.

## Japans fodboldlandshold
| Japans landshold | Japans landshold | Japans landshold |
| År               | Kmp              | Mål              |
| ---------------- | ---------------- | ---------------- |
| 1988             | 5                | 0                |
| 1989             | 11               | 0                |
| 1990             | 6                | 0                |
| 1991             | 2                | 0                |
| 1992             | 11               | 0                |
| 1993             | 15               | 2                |
| 1994             | 9                | 1                |
| 1995             | 16               | 1                |
| 1996             | 13               | 0                |
| 1997             | 21               | 1                |
| 1998             | 10               | 0                |
| 1999             | 3                | 0                |
| Total            | 122              | 5                |